# کلرادو سیتی (آریزونا)
کلرادو سیتی (به انگلیسی: Colorado City) شهری در شهرستان موهیو ایالت آریزونا است که در سرشماری سال ۲۰۱۰ میلادی، ۴٬۸۲۱ نفر جمعیت داشته است. کلرادو سیتی، به‌طور رسمی در تاریخ ۱۹۸۵ میلادی به‌عنوان یک شهر شناخته شد.